# تشارلز جي. وليامز
تشارلز جي. وليامز (بالإنجليزية: Charles G. Williams)‏ هو محامي وسياسي أمريكي، ولد في 18 أكتوبر 1829 في الولايات المتحدة، وتوفي بنفس المكان في 30 مارس 1892. حزبياً، نشط في الحزب الجمهوري. انتخب عضو مجلس ولاية ويسكونسن وانتخب عضو مجلس النواب الأمريكي.